# لاتیانو
لاتیانو (به ایتالیایی: Latiano) یک کومونه در ایتالیا است که در استان بریندیزی واقع شده‌است.

## خصوصیات
لاتیانو ۵۴ کیلومترمربع مساحت و ۱۵٬۳۲۰ نفر جمعیت دارد و ۹۷ متر بالاتر از سطح دریا واقع شده‌است.